# دارين أيدي
دارين أيدي (بالإنجليزية: Darren Eadie)‏ هو لاعب كرة قدم بريطاني في مركز الوسط، ولد في 10 يونيو 1975 في تشبنهام في المملكة المتحدة. شارك مع منتخب إنجلترا تحت 21 سنة لكرة القدم. أما مع النوادي، فقد لعب مع ليستر سيتي ونورويتش سيتي.

## وصلات خارجية
- دارين أيدي على موقع قاعدة بيانات كرة القدم.إي يو (الإنجليزية)
- دارين أيدي على موقع Soccerbase.com (لاعب) (الإنجليزية)
- دارين أيدي على موقع عالم كرة القدم.نت (الإنجليزية)